# Galena (Ohio)

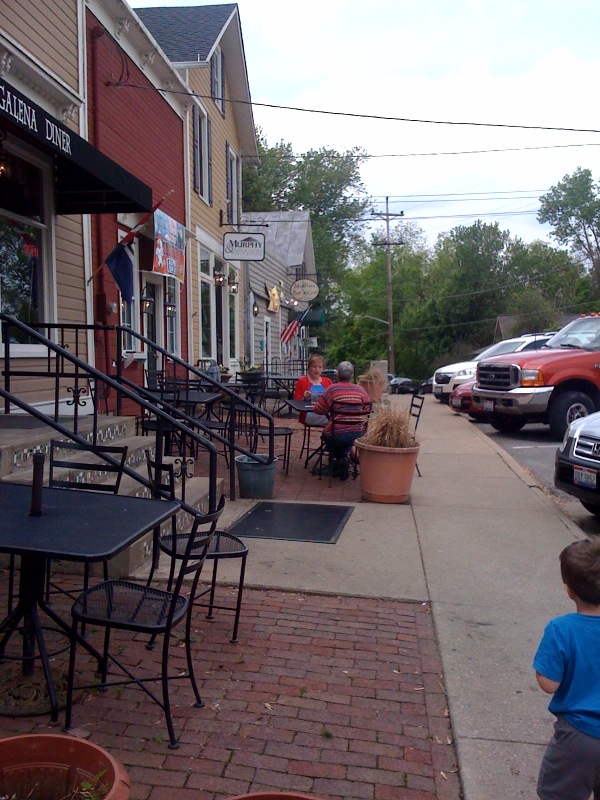
Galena, Ohio

Galena – wieś w USA, w hrabstwie Delaware, w stanie Ohio. Wieś została założona w roku 1809.

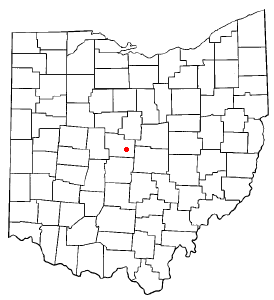
Galena na planie stanu Ohio

W roku 2010, 30,9% mieszkańców było w wieku poniżej 18 lat, 5,6% było w wieku od 18 do 24 lat, 29,7% było od 25 do 44 lat, 24,6% było od 45 do 64 lat, a 9,2% było w wieku 65 lat lub starszych. We wsi było 49,5% mężczyzn i 50,5% kobiet.
Liczba mieszkańców w 2010 roku wynosiła 653.